# Alestes liebrechtsii
Alestes liebrechtsii е вид лъчеперка от семейство Alestidae. Видът не е застрашен от изчезване.

## Разпространение и местообитание
Разпространен е в Демократична република Конго и Централноафриканска република.
Обитава сладководни басейни и реки.

## Описание
На дължина достигат до 40 cm.